# Le Petit Prince (soundtrack)
Le Petit Prince (Le Petit Prince - présentent la bande originale du Film) is het soundtrackalbum van de film Le Petit Prince (Nederlands: De kleine prins) uit 2015. Het album werd op 24 juli 2015 uitgebracht door Because Music.

## Achtergrond
Het album bevat de originele filmmuziek die gecomponeerd is door Hans Zimmer en Richard Harvey. Een aantal nummers waaronder "Suis-moi" zijn gezongen door de Franse zangeres Camille. Deze nummers zijn geschreven door haarzelf en Zimmer. Nathan Stornetta en Dominic Lewis hebben ook aan het album meegewerkt. De filmmuziek werd georkestreerd door Stephen Coleman, Philip Klein en Adam Lanston. De samenwerking van Zimmer met Harvey is in de wereld van filmmuziek niet helemaal nieuw. Harvey was ook al met zijn dwarsfluit te horen in de filmmuziek van The Lion King en als dirigent was hij verantwoordelijk voor de filmmuziek van The Da Vinci Code. Het nummer "Suis-moi" werd op 29 juni 2015 al uitgebracht op single. In Vlaanderen verscheen het album in de Ultratop 200 Albums op 1 augustus 2015 en kwam het binnen op plaats 120.

## Tracklijst

### Originele versie
| Nr. | Titel                                    | Duur |
| --- | ---------------------------------------- | ---- |
| 1   | Preparation                              | 2:09 |
| 2   | Suis-moi – Camille                       | 3:26 |
| 3   | The Life Plan                            | 1:12 |
| 4   | Driving                                  | 1:40 |
| 5   | Equation – Camille                       | 2:03 |
| 6   | The Interview                            | 2:15 |
| 7   | Le Tour de France en Diligence – Camille | 1:16 |
| 8   | Plan B                                   | 0:36 |
| 9   | Getting On With It                       | 1:43 |
| 10  | Amongst The Coins                        | 2:36 |
| 11  | Top Floor Please                         | 0:57 |
| 12  | Ascending                                | 3:14 |
| 14  | Draw Me A Sheep                          | 3:39 |
| 15  | Stars                                    | 0:26 |
| 16  | The Fox                                  | 0:54 |
| 17  | The Journey                              | 2:35 |
| 18  | The Absurd Waltz                         | 4:07 |
| 19  | Suis-moi (reprise) – Camille             | 3:09 |
| 20  | Recovery                                 | 1:47 |
| 21  | Trapped Stars                            | 4:00 |
| 22  | Farewell                                 | 1:58 |
| 23  | Escape                                   | 3:13 |
| 24  | Finding The Rose                         | 4:22 |
| 25  | Growing Up                               | 4:17 |

### Engelstalige versie (WaterTower Music, 2016)
| 1.                 | Preparation                        |         | 2:09 |
| 2.                 | Turnaround                         | Camille | 3:26 |
| 3.                 | The Life Plan                      |         | 1:12 |
| 4.                 | Driving                            |         | 1:40 |
| 5.                 | Equation                           | Camille | 2:03 |
| 6.                 | The Interview                      |         | 2:15 |
| 7.                 | Le Tour de France en Diligence     | Camille | 1:16 |
| 8.                 | Plan B                             |         | 0:36 |
| 9.                 | Getting On with It                 |         | 1:43 |
| 10.                | Amongst the Coins                  |         | 2:36 |
| 11.                | Top Floor Please                   |         | 0:57 |
| 12.                | Ascending                          |         | 3:14 |
| 13.                | Parachutes                         |         | 3:48 |
| 14.                | Draw Me a Sheep                    |         | 3:39 |
| 15.                | Stars                              |         | 0:25 |
| 16.                | The Fox                            |         | 0:54 |
| 17.                | The Journey                        |         | 2:35 |
| 18.                | The Absurd Waltz                   |         | 4:07 |
| 19.                | Turnaround (Reprise)               | Camille | 3:09 |
| 20.                | Recovery                           |         | 1:47 |
| 21.                | Trapped Stars                      |         | 4:00 |
| 22.                | Farewell                           |         | 1:58 |
| 23.                | Escape                             |         | 3:13 |
| 24.                | Finding the Rose                   |         | 4:22 |
| 25.                | Growing Up                         |         | 4:17 |
| 26.                | Suis-moi (French version)          | Camille | 3:26 |
| 27.                | Equation (French version)          | Camille | 2:03 |
| 28.                | Suis-moi (Reprise; French version) | Camille | 3:09 |
| Totale duur: 69:59 |                                    |         |      |

## Hitnoteringen

### VlaamseUltratop 200 Albums
| Hitnotering: (Week 1) 01-08-2015 Hitnotering: (Week 2) 22-08-2015 | Hitnotering: (Week 1) 01-08-2015 Hitnotering: (Week 2) 22-08-2015 | Hitnotering: (Week 1) 01-08-2015 Hitnotering: (Week 2) 22-08-2015 | Hitnotering: (Week 1) 01-08-2015 Hitnotering: (Week 2) 22-08-2015 | Hitnotering: (Week 1) 01-08-2015 Hitnotering: (Week 2) 22-08-2015 |
| Week:                                                             | 1                                                                 |                                                                   | 2                                                                 |                                                                   |
| ----------------------------------------------------------------- | ----------------------------------------------------------------- | ----------------------------------------------------------------- | ----------------------------------------------------------------- | ----------------------------------------------------------------- |
| Positie:                                                          | 120                                                               | uit                                                               | 199                                                               | uit                                                               |